# Edward Cockayne
Edward Alfred Cockayne (ur. 3 października 1880 w Sheffield, zm. 28 listopada 1956 w Tring) – angielski lekarz oraz entomolog. W 1936 roku opisał zespół wad wrodzonych nazwany jego imieniem.

## Życiorys
Edward Alfred Cockayne ukończył studia na Uniwersytecie Oksfordzkim i po odbyciu stażu w  St Bartholomew’s Hospital został w 1907 lekarzem. W 1909 został członkiem Royal College of Physicians. W 1912 obronił doktorat na Uniwersytecie Oksfordzkim.  Podczas I wojny światowej służył w okresie 1915-1919 w Royal Navy. W okresie 1919–1947 pracował w Great Ormond Street Hospital oraz Middlesex Hospital, jako pediatra i dermatolog. Zmarł 28 listopada 1956 w Tring.

## Działalność naukowa
Głównym polem zainteresowań naukowych Edwarda Alfreda Cockayne’a były choroby gruczołów dokrewnych oraz zespoły wad wrodzonych. Jako pierwszy opisał chorobę Camuratiego-Engelmanna i zespół wad wrodzonych nazwany później zespołem Cockayne’a.

## Entomolog
Edward Alfred Cockayne przez całe życie tworzył kolekcję motyli, którą w 1947 oferował Muzeum Zoologicznemu Waltera Rothschilda w Tring. W okresie 1947–1956 był zastępcą kuratora tego muzeum. Za osiągnięcia na polu entomologii otrzymał w 1954 Order Imperium Brytyjskiego.

## Prace naukowe
- Inherited Abnormalities of the Skin and Its Appendages. Oxford University Press, 1933. Brak numerów stron w książce[4]

## Ordery i Odznaczenia
- oficer orderu Imperium Brytyjskiego (OBE) (1954)[5]